# Cox-Klemin TW-2
Die Cox-Klemin TW-2 war ein Trainingsflugzeug der Cox-Klemin Aircraft Corporation von 1921 für den United States Army Air Service. Es wurden drei Maschinen gebaut.

## Geschichte
Die drei einmotorigen Doppeldecker mit der Kodierung TW-2 wurden Anfang der 1920er Jahre von der Cox-Klemin Aircraft Corporation konstruiert und für den United States Army Air Service gebaut. Zwei Maschinen wurden für Testflüge mit unterschiedlichen Flugzeugmotoren verwendet, eine Maschine als statischer Versuchsträger. Es wurden keine weiteren Flugzeuge geordert.

## Konstruktion
Die Flugzeuge hatten ab Werk einen wassergekühlten Hispano-Suiza 8 V8-Flugmotor mit 180 PS und ein starres Fahrwerk. Sie waren 7 m lang und hatten eine Spannweite von 8,8 m. Sie waren für zwei Mann Besatzung vorgesehen.